# Элементарно (мультфильм)
«Элемента́рно» (англ. Elemental) — американский компьютерно-анимационный романтический комедийно-драматический фильм, созданный киностудиями Walt Disney Pictures и Pixar Animation Studios и распространяемый дистрибьютором Walt Disney Studios Motion Pictures. Режиссёром фильма выступил Питер Сон, продюсером — Дениз Рим, а сценарий написали Сон, Джон Хоберг, Кэт Ликкел и Бренда Хсю. Главные роли в фильме озвучили Леа Льюис, Мамуду Ати, Ронни дель Кармен, Шила Омми, Венди Маклендон-Кови и Кэтрин О’Хара. Действие фильма происходит в вымышленном мире, населённом антропоморфными элементами стихий. Сюжет повествует об отношениях огненного элементаля Эмбер Люмен (Льюис) и водного элементаля Уэйда Риппла (Ати), которые знакомятся и влюбляются друг в друга после того, как Уэйда засасывает через трубу в лавку, которой управляет отец Эмбер, Гари (дель Кармен).
Сон начал работу над проектом после премьеры мультфильма «Хороший динозавр» (2015). Он предложил студии Pixar концепт «Элементарно», основанный на вопросе о том, совместимы ли огонь и вода. «Элементарно» вдохновлён юностью Сона, сына иммигрировавших в Нью-Йорк в 1970-е годы родителей, иллюстрируя заметные культурные и этнические различия, в то время как сюжет вдохновлён такими романтическими фильмами, как «Угадай, кто придёт к обеду?» (1967), «Власть луны» (1987) и «Амели» (2001). Во время исследований съёмочная группа часами пересматривала обзорные экскурсии по таким городам, как Венеция и Амстердам, на YouTube. Анимационные программы применялись для создания визуальных эффектов и образа каждого из персонажей, в особенности Эмбер и Уэйда. Производство «Элементарно» длилось семь лет, и работа шла как в студии, так и у создателей дома, а сюжет был доработан на удалёнке. Томас Ньюман написал и дирижировал оригинальную музыку к мультфильму, в четвёртый раз после мультфильмов «В поисках Немо» (2003), «ВАЛЛ-И» (2008) и «В поисках Дори» (2016) поработав совместно с Pixar, а певец Lauv исполнил оригинальную песню. Имея бюджет в $200 млн, мультфильм стал одной из самых дорогих анимационных картин в истории.
27 мая 2023 года анимационный фильм «Элементарно» был показан на закрытии 76-го Каннского кинофестиваля вне конкурсной программы, а 16 июня 2023 года вышел в прокат США в форматах RealD 3D, 4DX и Dolby Cinema. В странах СНГ премьера состоялась 15 июня. Хотя поначалу сборы не оправдывали ожиданий, мультфильм стал «спящим хитом» и собрал $500 млн в мировом прокате. Проект удостоился похвалы за анимацию и озвучку (в частности от Льюис и Ати), однако критики сочли сценарий невпечатляющим по сравнению с предыдущими работами Pixar.

## Сюжет
Элементы огненной стихии Гари и Золя Люмен приезжают в Элемент-Сити, город, в котором проживают представители остальных природных стихий. Пытаясь найти дом, они получают отказ от других стихий и находят заброшенный дом, где у них рождается дочь Эмбер. Являясь хранителем Синего пламени, поддерживающего очаг и традиции огненного племени, Гари создаёт лавку продуктов для огненных элементов под названием «Огонёк». Лавка привлекает множество огненных стихий, и постепенно в районе лавки создаётся город Огонёво, в котором проживают только элементы огня.
Эмбер работает доставщиком продукции и мечтает взять на себя управление семейным бизнесом, когда её отец уйдёт на пенсию, однако ей мешает её вспыльчивость при работе с клиентами. Гари даёт ей возможность взять управление над распродажей, однако в процессе наплыва покупателей Эмбер выходит из себя и убегает в подвал. В результате её вспыльчивости повреждается водопроводная труба, и затопляет подвал. Эмбер закрывает пробоину, но в подвал из трубы проникает инспектор водной стихии по имени Уэйд Риппл. Он выписывает лавке штраф за отсутствие прочности труб и лицензии на постройку лавки. Уэйд грозит Эмбер закрытием лавки, затем убегает. Эмбер пытается его догнать, однако Уэйд её обгоняет и отправляет отчёт в мэрию своей начальнице, представительнице воздушной стихии Гейл Громотуч. Узнав, что отец Эмбер дорожит лавкой и доверяет дочери, Уэйд отводит Эмбер на игру элементов стихии воздуха, чтобы встретиться с Гейл. На игре они сначала ссорятся, однако затем Уэйд, пытаясь поддержать одного из игроков, заводит весь стадион, и команда Гейл выигрывает. Гейл даёт Эмбер и Уэйду время на обнаружение утечки и обещает в случае удачи оставить лавку Гари в покое. Вернувшись в лавку, Эмбер обещает родителям, что с лавкой и Синим пламенем всё будет в порядке. Заручившись помощью Уэйда, Эмбер находит пробоину в шлюзовых воротах. Внезапно от прошедшего корабля вода начинает прибывать в канал, и Эмбер вместе с Уэйдом закрывают пролом мешками с песком.
Уэйд и Эмбер проводят время вместе в городе, больше узнают друг о друге и постепенно влюбляются. Уэйд предполагает, что вспыльчивость Эмбер происходит из какого-то другого желания, кроме как завладеть семейной лавкой, но Эмбер отрицает это. Тем временем Золя подозревает, что Эмбер с кем-то встречается, и следит за ней, удивляясь её увлечению представителем водной стихии. Эмбер навещает семью Уэйда в роскошной квартире, где с помощью огня чинит разбитый стеклянный кувшин, чем производит впечатление на всю семью Уэйда и Брук Риппл, мать Уэйда, которая рекомендует Эмбер пройти стажировку по стеклоделию. Она также играет в игру «Слёзы градом», в ходе которой Уэйд успешно доводит девушку до слёз, когда признаётся, что испытывает к ней чувства. Эмбер использует свои способности к стеклоделию и создаёт более прочное уплотнение для отверстия в дамбе, которое получает одобрение Гейл, что спасает «Огонёк» от закрытия. Золя догоняет пару и объявляет им то, что они несовместимы по природе, показывая это на свече, которую может зажечь только элемент огня. Уэйд с помощью концентрации света от пламени Эмбер зажигает свечу, чем производит впечатление на Золю.
Гари объявляет о своём намерении уйти на пенсию и передать лавку Эмбер. Он рассказывает дочери, как, покидая родину, поклонился отцу, но тот отказался кланяться в ответ. Уэйд отвозит Эмбер на заброшенный Центральный вокзал, чтобы она увидела цветы Вивистерии, которые ей не давали увидеть в детстве. Поскольку станция теперь затоплена, Гейл создаёт для Эмбер воздушный пузырь, а Уэйд толкает его под водой через станцию. Выбравшись на поверхность, Уэйд и Эмбер обнаруживают, что могут прикасаться друг к другу без вреда для здоровья, и разделяют романтический танец. Однако Эмбер напоминает себе о своём долге перед отцом и предрассудках её семьи против водных элементов и уходит, расстроив Уэйда.
Когда Эмбер собирается принять лавку на торжественной церемонии, появляется Уэйд и признаётся девушке в любви, а также случайно проговаривается, что именно она стала причиной поломки труб. Эмбер отвергает Уэйда, но её мать чувствует их искреннюю привязанность. Разочарованный этими откровениями, Гари решает не уходить на пенсию и отказывает Эмбер в передаче лавки. Новая плотина на дамбе прорывается, и Огонёво оказывается затоплен. После спасения Синего пламени Эмбер и Уэйд оказываются запертыми в комнате лавки. Эмбер признаётся в любви Уэйду, и он испаряется от замкнутого тепла, исходящего от Эмбер. Когда наводнение отступает, убитая горем Эмбер признаётся Гари, что не хочет управлять лавкой и что любит Уэйда. Однако оказывается, что Уэйд просочился в каменный потолок. Эмбер заставляет водного элементаля плакать, чтобы он смог вернуться в свою нормальную форму. Эмбер отвечает Уэйду взаимностью, и они целуются.
Спустя несколько месяцев Уэйд и Эмбер, теперь уже пара, покидают Элемент-Сити, чтобы Эмбер могла изучать стеклоделие вдали от города. Перед тем как сесть на корабль, Эмбер кланяется своему отцу, который со слезами на глазах отвечает ей тем же, после чего она уплывает.

## Роли озвучивали
- Леа Льюис — Эмбер Люмен, огненный элементаль, крутая, сообразительная и вспыльчивая молодая девушка, работающая в магазине своей семьи в Огонёво, но испытывающая трудности со своим взрывным характером. Если на неё попадёт вода, она погаснет, а поэтому для защиты носит с собой зонт. Создатели заявили, что было важно, чтобы Эмбер была «заслуживающей доверия и привлекательной, а не страшной и пугающей»[5]. Льюис была выбрана из-за её роли в фильме «Даже не представляешь![англ.]» (2020)[6].
  - Клара Лин Дин — маленькая Эмбер[7]
  - Рейган Ту — взрослая Эмбер[7]
- Мамуду Ати — Уэйд Риппл, глуповатый водный элементаль, работающий городским инспектором в Элемент-Сити. С точки зрения своей плотности и динамики Уэйд намного тяжелее, и его тело намного более жидкое и волнистое, чем тело Эмбер. По словам создателей, Уэйд «очень эмоциональный и плачет ни с того ни с сего»[5]. При озвучивании Ати вдохновлялся своей собственной способностью к плачу[6].
- Ронни Дель Кармен[англ.] — Гари Люмен, отец Эмбер, муж Золи и владелец магазина в Огонёво, собирающийся уйти на пенсию и позволить дочери управлять бизнесом[8][9]. Не доверяет водным элементалям[10].
- Шила Омми — Золя Люмен, мать Эмбер, жена Гари, которая также не доверяет водным элементалям[10].
- Венди Маклендон-Кови — Гейл Громотуч, воздушный элементаль с огромной индивидуальностью, начальница Уэйда[11]. Её фамилия в титрах не указана[7], однако в самом мультфильме её упоминает Дёрн Большедрев.
- Кэтрин О’Хара — Брук Риппл, овдовевшая мать Уэйда, Алана и Лейка, сестра Гарольда, очень гостеприимная по отношению к Эмбер[11].
- Мейсон Вертхаймер — Клод, юный земляной элементаль, влюблённый в Эмбер[11]. Данный фильм является дебютом Вертхаймера в кино после мокьюментари-подкастов Past My Bedtime (2022)[12][13].
- Ронобир Лахири — Гарольд, брат Брук и дядя Уэйда, Алана и Лейка[7][14].
- Уильма Бонет — Фларриетта, одна из клиентов в «Огоньке»[7][14].
- Джо Пера[англ.] — Дёрн Большедрев, обросший флегматичный земляной элементаль, работающий бюрократом в мэрии[15].
- Мэттью Ян Кинг[англ.]:
  - Алан Риппл, старший брат Уэйда и Лейка и муж Эдди[14][16].
  - Лац, энергичный игрок в эйрбол, играющий за команду «Паровозы» на стадионе «Циклон»[7].
  - Секатор земли[7]
- Джефф ЛаПенси — клиент Sparkler[7]
- Бен Моррис — сотрудник иммиграционной службы[7]
- Джонатан Адамс — Фларри, один из покупателей в «Огоньке»[7].
- Алекс Кэпп Хорнер:
  - Заказчик[7]
  - Доставщик[7]
  - Землевладелец[7]
- П. Л. Браун — швейцар[7]
- Инносент Экакити — Марко и Поло Риппл, сыновья Алана и Эдди, племянники Уэйда и Лейка[17].
- Криста Гонсалес — Эдди Риппл, жена Алана, невестка Уэйда и Лейка.
- Ава Кай Хаузер — Лейк Риппл, младший сиблинг Уэйда и Алана и возлюбленный Гибли. Он стал первым небинарным персонажем в мультфильмах Pixar[18].
- Майя Аоки Таттл — Гибли, девушка Лейка[14].

Дополнительные голоса: Дилан Буччьери, Ассаф Коэн, Джессика Ди Чикко, Терри Дуглас, Карен Хюи, Ариф С. Кинчен, Остин Мэдисон, Коул Мэсси, Скотт Менвиль, Алиша Маллалли, Фред Таташор, Кэри Уолгрен и Секунда Вуд.

## История создания

### Замысел
Питер Сон, режиссёр мультфильма «Хороший динозавр» (2015) и короткометражки «Переменная облачность» (2009), представил студии Pixar концепт «Элементарно», основанный на вопросе о том, совместимы огонь и вода или нет. По словам Сона, идея мультфильма была вдохновлена его жизненным опытом сына иммигрантов. «В начале 1970-х мои родители эмигрировали из Кореи и основали в Бронксе оживлённый продуктовый магазин», — сказал он. — «Мы лишь одна из многих семей, решившихся отправиться в новые земли с надеждами и мечтами, — все мы оказались в одной большой салатнице из культур, языков и прекрасных маленьких районов. Это и подтолкнуло меня к созданию „Элементарно“».
В интервью The Hollywood Reporter Сон заявил, что семилетний процесс работы над «Элементарно» тесно связан с его взаимоотношениями с семьёй, а идея зародилась у него в 2015 году, после премьеры «Хорошего динозавра». Персонаж Эмбер родилась в Элемент-Сити, но выросла в районе Огонёво, так как районы города отделены друг от друга. Сон заявил: «Я очень эмоционально отношусь к тому, чтобы точно рассказать о персонажах и истории». Также он добавил: «Это мультфильм о благодарности своим родителям и понимании их жертв. Оба моих родителя скончались во время его производства. Так что он очень эмоциональный, и я всё ещё это перевариваю».
«Сама концепция этого города началась с Эмбер», — заявил Сон в интервью D23. — «Мы подумали: „Каким был бы город, который можно построить для поддержки пути Эмбер в познании своей личности и принадлежности?“ Сначала мы подумали о городе, где огненным жилось бы нелегко, и поэтому основали его на воде. Нашей дельтой стала идея того, что сначала в эти земли пришла Вода, а потом и Земля. Затем они основали водную инфраструктуру с водоканалами и протянули их по всему городу, что делает жизнь Эмбер гораздо сложнее. После этого пришёл Воздух, а одной из последних перебравшихся в город групп стал Огонь». Несмотря на их различия, между Эмбер и Уэйдом есть химия. Когда Сон впервые презентовал сюжет и начал работу, он задался вопросом: «А что такое огонь?» Сон также заявил: «Люди могут расценить его как проявление характера. Или страсти. Как что-то практичное, огонь горит и искрится — но что значит гореть ярко? Всё это — ингредиенты нашего сложившегося понимания огня, и с этого мы начали формировать личность Эмбер. То же самое касается и Уэйда. Вода ведь прозрачная. Что же это значит? Он не скрывает своих чувств. Он плывёт по течению. Это помогло сформировать личности персонажей, довольно-таки противоположных, а после мы искали на диаграмме Венна то место, где они пересекаются. Это обнадёживающее волшебство. Я надеюсь, людям понравятся те искры, та химическая реакция, что могут сформировать отношения».
16 мая 2022 года студия Pixar анонсировала новый фильм под названием «Элементарно», в центре повествования которого находятся антропоморфные классические элементы огня, воды, воздуха и земли; Сон стал режиссёром, а Дениз Рим — продюсером. Сон и Рим воссоединились после совместной работы над «Хорошим динозавром». 9 сентября, во время D23 Expo, Сон, Рим и Пит Доктер представили первый кадр из мультфильма. «Наша история основана на классических элементах — огне, воде, земле и воздухе. Какие-то элементы смешиваются, какие-то — нет», — заявил Сон. — «А что, если бы эти элементы были живыми?» Вскоре после этого были показаны кадры с незаконченной анимацией, а также клип, в котором Эмбер и Уэйд гуляют по парку и Уэйд бежит по воде, скользит на ней и создаёт радугу.
Производство мультфильма было завершено 24 марта 2023 года, когда был одобрен финальный кадр, и в общей сложности оно продлилось семь лет, как в студии, так и у работников дома. По словам сюжетного художника Джейсона Катца, работа над сюжетом была завершена на удалёнке. Кроме того, по завершении работы у Сона на глазах были слёзы.
Фильм посвящён памяти Ральфа Эгглстона, Томаса Гонсалеса, Эмбер Марторелли и Дж. Гарретта Шелдрю, умерших в 2022 году. В момент первого прибытия Эмбер в Элемент-Сити можно заметить надпись «Eat at Ralph’s — Two cents», появившуюся в мультфильме в знак уважения к Эгглстону.

### Создание сценария
Для работы над сценарием была нанята Бренда Хсю, креативный консультант мультфильма «Я краснею» (2022). В конечном счёте Джон Хоберг, Кэт Ликкел и Хсю были указаны как «авторы сценария», а Сон, Хоберг, Ликкел и Хсю — как «авторы сюжета».
Сон вдохновлялся такими романтическими фильмами, как «Угадай, кто придёт к обеду?» (1967), «Власть луны» (1987), «Вам письмо» (1998), «Амели» (2001), «Моя большая греческая свадьба» (2002) и «Любовь — болезнь» (2017), поскольку ему нравилось опираться на ромком как на жанр для рассказа истории. В старшей школе Сон рисовал на периодической таблице, что он называет ранней формой самовыражения, связанной с генезисом мультфильма: «Помню, я заметил один забавный рисунок, похожий на символы огня и воды, и это пробудило множество различных идей, и я просто не мог перестать рисовать эти новые мелочи».
Дэвид Дж. Питерсон, создававший языки для сериала «Игра престолов» и фильма «Дюна» (2021), стал соавтором языка «огниш», основанного на звуках огня, являющихся частью семьи Эмбер.
В какой-то момент Хоберг и Ликкел предложили показать в концовке мультфильма ребёнка Уэйда и Эмбер, состоящего из пара, и очень долго боролись за этот концепт, однако в конечном итоге он в проект не попал. Таким образом они хотели добиться более цельной концовки для главных героев, чтобы зрителям было понятно, чего ожидать в потенциальном продолжении.

### Подбор актёров
9 сентября 2022 года, во время презентации D23 Expo, было объявлено, что Леа Льюис и Мамуду Ати были выбраны на главные роли персонажей Эмбер и Уэйда соответственно. 28 марта 2023 года, после выхода полноценного трейлера, стало известно об участии и других актёров, в том числе Ронни дель Кармена, Шилы Омми, Венди Маклендон-Кови, Кэтрин О’Хары, Мейсона Вертхаймера и Джо Перы.
Создавая образы Эмбер и Уэйда, Сон знал, что голоса персонажей должны отражать элементы: Эмбер должна говорить дымчатым голосом, а Уэйд — более холодным. Выбор пал на Льюис из-за её участия в фильме «Даже не представляешь!» (2020). «Она может быть вспыльчивой, но при этом довольно привлекательной», — сказал Сон о её игре в фильме 2020 года. — «В её голосе была уязвимость и колебания по поводу её искренности и аутентичности». В случае с Ати он оглядывался на его роль в мини-сериале «О, Джером, нет» (2019) и на его способность плакать, поразившую режиссёра. Сон описал его плач в сериале как «искренний, но забавный», и добавил: «У Мамуду настолько жалостливая душа, что когда он плачет, ты проникаешься им».
30 мая 2023 года было объявлено, что гонщик MotoGP Франческо Баньяя озвучит персонажа по имени Пекко, названного так в честь его прозвища. Это пятый мультфильм Pixar, в котором персонажей озвучивают мотоспортсмены: до этого Шарль Леклер и Карлос Сайнс-младший звучали в иностранных дубляжах мультфильма «Базз Лайтер» (2022), а в трёх фильмах франшизы «Тачки» для озвучки были приглашены различные гонщики NASCAR и «Формулы-1».